# Josef Dahlqvist

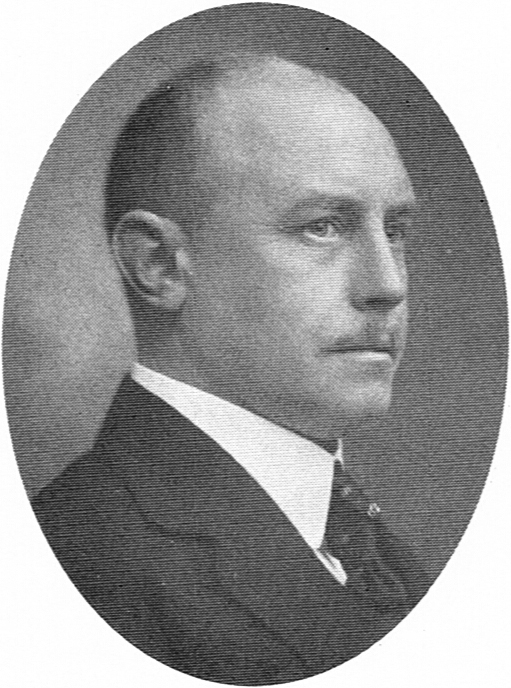
Josef Dahlqvist

Josef Harry Dahlqvist, född 8 januari 1881 i Falkenberg, 21 februari 1936 i Mariestad, var en svensk ingenjör.
Dahlqvist tog ingenjörsexamen vid Chalmers tekniska institut inom väg-, vatten och husbyggnadsfacket 1901. Han var ingenjör vid Göteborgs och Helsingborgs stads allmänna arbeten 1901-06. Från 1906 var han stadsingenjör i Mariestad, och kom där att upprätta ritningarna till ett flertal byggnader, så som tillbyggnaden av läroverket (1909), dess gymanastikhus (1913), Lejonet 2 (1912) och Lönnen 6 (1920).
Dahlkvist hade en mängd kommunala engagemang: Han var ledamot av folkskolestyrelsen i Mariestad, i stadens arbetslöshetskommitté, i länshjälpskommittéen och brandstyrelsen. Han var ordförande i stadens bostadsnämnd och föreståndare för Mariestads vatten-, gas- och elektricitetsverk. verkställande direktör vid Mariestad-Timmersdala järnvägs AB och ombud för Städernas allmänna brandstodsbolag. Från 1906 var han besiktningsman för automobiler i Skaraborgs län.

## Bilder

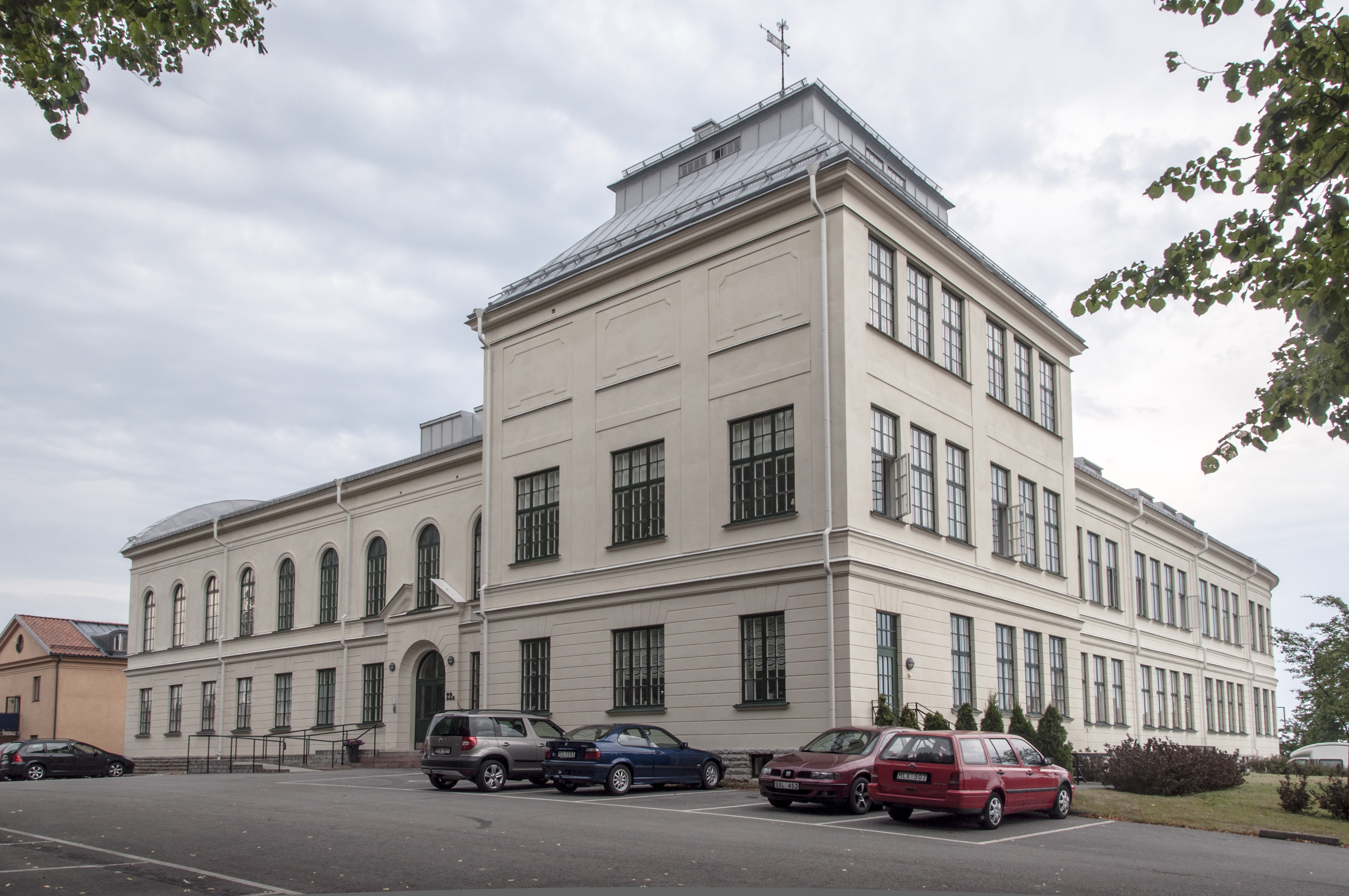
Tillbyggnad av läroverket
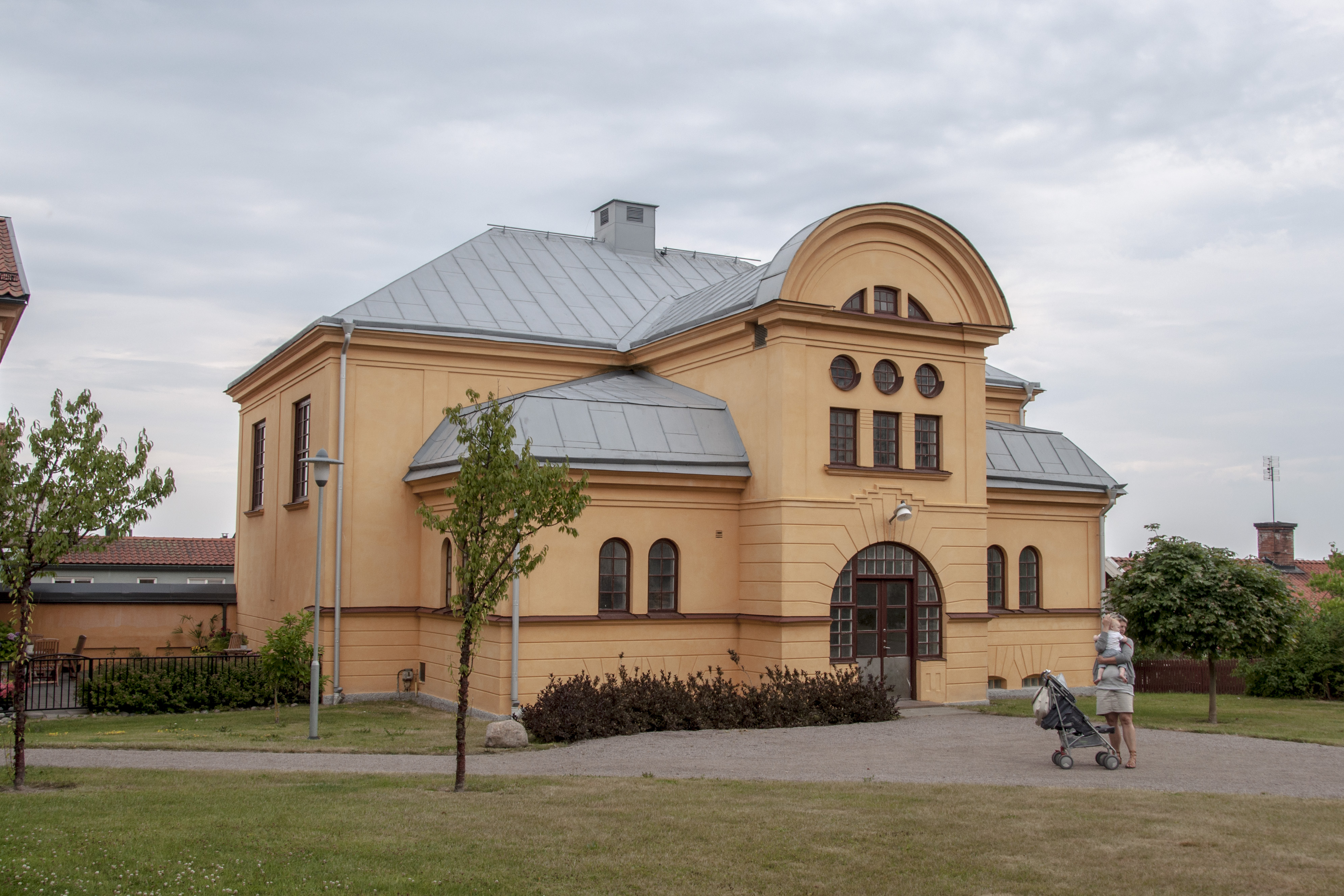
Gymanstikhus vid läroverket
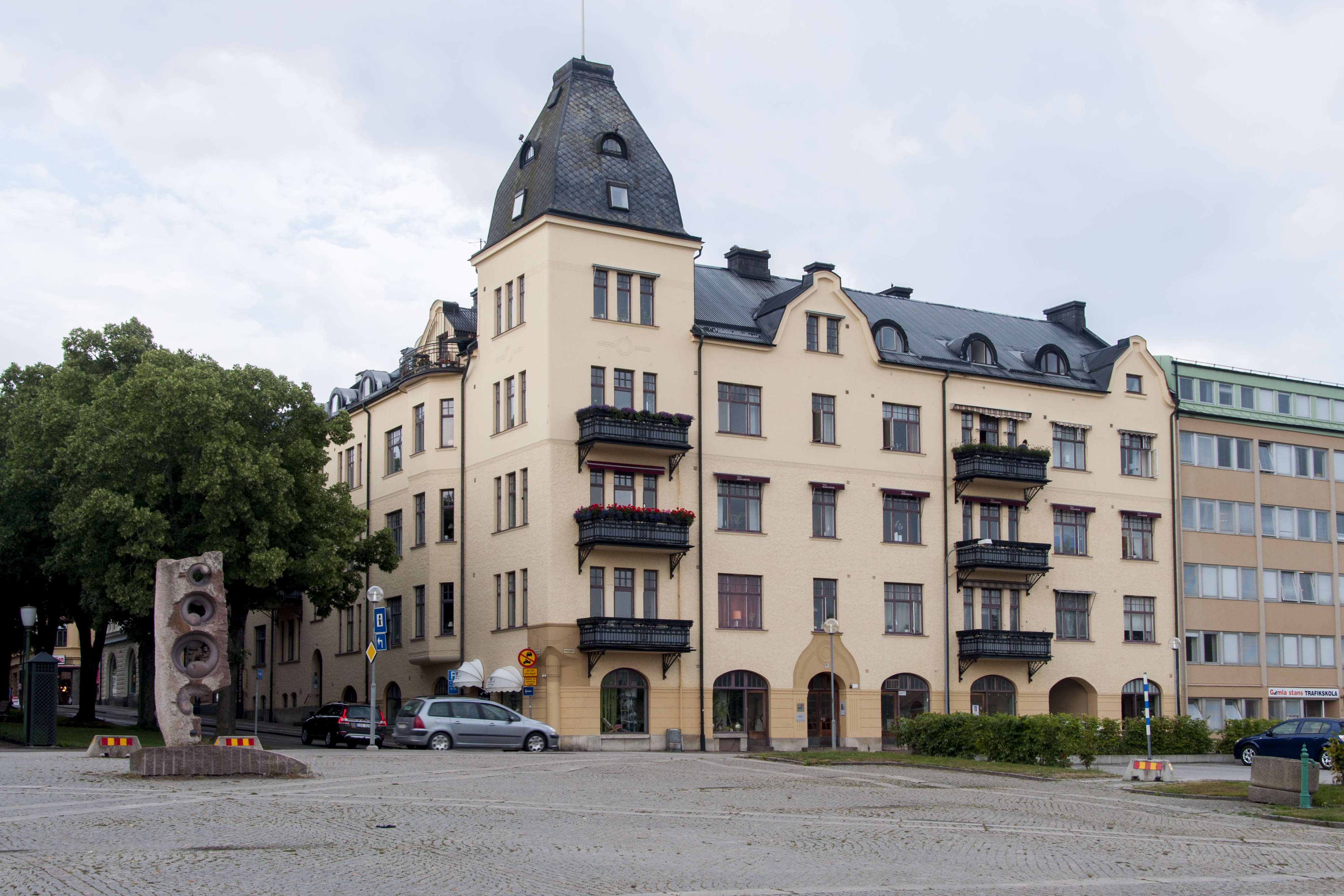
Lejonet 2